# Mabanur, Parasgad
Mabanur là một làng thuộc tehsil Parasgad, huyện Belgaum, bang Karnataka, Ấn Độ.